# Igor Decraene
Igor Decraene (né le 26 janvier 1996 à Waregem et mort le 30 août 2014 à Zulte,), est un coureur cycliste belge.

## Biographie
Igor Decraene prend en 2012 la troisième place du championnat de Belgique du contre-la-montre débutants.
En 2013, Igor Decraene est champion du monde et de Belgique du contre-la-montre juniors, vainqueur du Chrono des Nations-Les Herbiers-Vendée juniors et deuxième du championnat d'Europe du contre-la-montre juniors. En fin de saison, il est lauréat du Vélo de cristal de meilleur jeune cycliste belge de l'année. 
L'année suivante, il remporte à nouveau le titre de champion de Belgique du contre-la-montre juniors. Sa saison 2014 est marquée par les blessures et une opération au genou. Il est néanmoins rétabli pour les mondiaux de Ponferrada en Espagne. Considéré comme l'un des talents les plus prometteurs du cyclisme belge, il obtient pour 2015 un contrat avec l'équipe réserve d'Omega Pharma-Quick Step.
Alors qu'il s'apprêtait à défendre son titre mondial à Ponferrada, il est percuté par un train à Zulte le 30 août 2014 dans des circonstances non élucidées. Après les examens toxicologiques, le procureur de Gand révèle que le coureur avait au moment de l'accident un niveau élevé d'alcool dans son sang. Néanmoins, il n'est pas possible de déterminer si sa mort est due à un acte de désespoir ou à un accident. 
Trois semaines après son décès, lors de la tenue du championnat du monde du contre-la-montre juniors, le dossard 1 n'est pas attribué en sa mémoire,.

## Palmarès
- 2012
  - 3e du championnat de Belgique du contre-la-montre débutants
- 2013
  -  Champion du monde du contre-la-montre juniors
  -  Champion de Belgique du contre-la-montre juniors
  - 2ea étape du Keizer der Juniores (contre-la-montre)
  - Chrono des Nations-Les Herbiers-Vendée juniors
  -  Médaillé d'argent du championnat d'Europe du contre-la-montre juniors
  - 3e de la Ster van Zuid-Limburg
- 2014
  -  Champion de Belgique du contre-la-montre juniors
  - 1re étape de la Ster van Zuid-Limburg (contre-la-montre)
  - 3e de la Ster van Zuid-Limburg

## Distinction
- Vélo de cristal de meilleur jeune belge en 2013